# Sarki rája
A sarki rája (Amblyraja hyperborea) a porcos halak (Chondrichthyes) osztályának rájaalakúak (Rajiformes) rendjébe, ezen belül a valódi rájafélék (Rajidae) családjába tartozó faj.

## Előfordulása
A sarki rája a hideg, északi és déli vizek lakója. Előfordul a Jeges-tengerben, az Észak-Európa és Kanada környéki tengerekben, de délen, Új-Zéland és az Antarktisz körüli vizekben is élhet. Legtöbbször a tengerfenéken vadászik.

## Megjelenése
Ez a rájafaj elérheti az egy métert is; a legnagyobb kifogott példány eddig 106 centimétere volt. Teste az oldalúszókkal együtt csaknem szabályos rombusz alakú. Tüskékkel gazdagított farokúszója két oldalán egy-egy lebeny található. Háta szürkésbarna nagy, sötét színű foltokkal. Fehér hasa sötéten pettyezett.

## Életmódja
A sarki rája többnyire férgekkel és kisebb halakkal táplálkozik, de szükség esetén a tengerfenéken élő többi kisebb állat is a zsákmányául eshet.

## Szaporodása
Belső megtermékenyítés által szaporodik. A nőstény a homokos vagy iszapos fenékre, kettesével hosszúkás tojástokokat rak. A tojástokok sarkai élesek és kemények. A kis ráják elérhetik a 6-8 centimétert is.

## Rokon fajok
A sarki rája legközelebbi rokonai az Amblyraja nem másik kilenc faja, például a Amblyraja radiata, avagy a csillagrája.

## Fordítás
- Ez a szócikk részben vagy egészben  az   Arctic skate című angol Wikipédia-szócikk fordításán alapul.  Az eredeti cikk szerkesztőit annak laptörténete sorolja fel. Ez a jelzés csupán a megfogalmazás eredetét és a szerzői jogokat jelzi, nem szolgál a cikkben szereplő információk forrásmegjelöléseként.